# Polje (Raša)
Pour les articles homonymes, voir Polje.
Polje (en italien : Poglie San Giovanni) est une localité de Croatie située en Istrie, dans la municipalité de Raša, dans le comitat d'Istrie. En 2001, la localité comptait 26 habitants.

## Démographie
| 1948 | 1953 | 1961 | 1971 | 1981 | 1991 | 2001 |
| ---- | ---- | ---- | ---- | ---- | ---- | ---- |
| 74   | 48   | 46   | 36   | 24   | 19   | 26   |